# Jocelyne Villeton

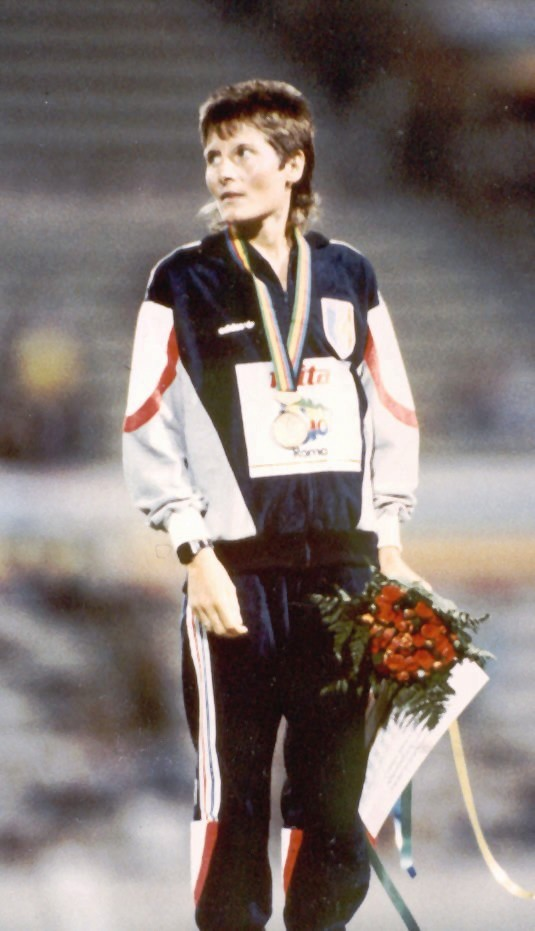
Jocelyne Villeton bei der Siegerehrung der WM 1987

Jocelyne Villeton (* 17. September 1954 in Vals-les-Bains, Département Ardèche) ist eine französische Langstreckenläuferin.

## Leben
Villeton begann erst Anfang der 1980er Jahre mit leistungssportlichem Training. 1983 blieb sie als Zweite des Lyon-Marathons mit 2:50:09 zum ersten Mal unter drei Stunden. Kontinuierlich steigerte sie sich, und drei Jahre später verpasste sie als Zweite beim Paris-Marathon mit 2:32:22 knapp den französischen Rekord. Beim Marathon der Leichtathletik-Europameisterschaften 1986 in Stuttgart wurde sie bald danach Fünfte und beim New-York-City-Marathon desselben Jahres Vierte.
Bei den Leichtathletik-Weltmeisterschaften 1987 in Rom holte sie Bronze hinter Rosa Mota (POR) und Soja Iwanowa (URS) in 2:32:53. Ebenfalls Dritte wurde sie in diesem Jahr in New York mit ihrer persönlichen Bestzeit von 2:32:03.
Auch auf anderen Strecken war sie erfolgreich. Dreimal wurde sie nationale Meisterin im 10.000-Meter-Lauf (1984, 1986 und 1987) und zweimal im 25-km-Straßenlauf (1984 und 1991). Außerdem stellte sie 1986 zweimal einen französischen Rekord über 10.000 m auf.
Jocelyne Villeton ist verheiratet, hat zwei Kinder (* 1979 und 1981) und lebt in Saint-Étienne. Sie nimmt weiterhin im Seniorinnenbereich an Wettkämpfen von 5 km bis in den Ultramarathonbereich teil. 2004 gewann sie ihre Altersklasse beim Dublin-Marathon und 2005 beim Rom-Marathon. Außerdem engagiert sie sich als Präsidentin von Femmes en Course pour la Parité für die Gleichberechtigung von Frauen beim Laufsport. 2002 wurde sie mit dem Ordre national du Mérite geehrt.